# يوان صيني
إن كلمة يوان تعني العملة الصينية الرسمية الحالية والتي تستخدم في جمهورية الصين الشعبية، وهي تنقسم إلى الأصناف التالية: يوان واحد, 2 يوان, 5 يوان, 10 يوان, 20 يوان, 50 يوان, 100 يوان, 1000 يوان.
يعتبر اليوان الصيني من أرخص العملات المتداولة على نطاق واسع عالمياً. وقد حرصت الصين على مدى عقود طويله على الحفاظ على سعر اليوان منخفضا مما يعطي تميزا له في مواجهه العملات الأخرى وفي القدرة على الرفع مكاسب التصدير الصيني.
تعد اشكاليه سعر اليوان الصيني من أهم الاشكاليات في الاقتصاد العالمي. فسعره المتدني ساعد المنتجات الصينية على غزو العالم والوقوف بقوه في منافسه العملات المختلفة. وتصر الولايات المتحدة الأمريكية والدول الصناعية على ان الصين يجب أن تترك اليوان لقيمته الحقيقة لحمايه اسواق هذه الدول. ولكن الصين مستمره في رفض تحريك سعر اليوان دوليا.
كما أن «الرينمينبي» هو اسم اخر للعملة الصينية.
في 14 نوفمبر 2015، أعلنت مديرة صندوق النقد الدولي كريستين لاغارد أن اليوان استوفى كل شروط الصندوق ليكون ضمن العملات المرجعية المعتمدة في الصندوق. وذلك بعد أن قُدم تقرير لمجلس إدارة الصندوق في اليوم الفائت عُد فيه اليوان محققًا لشرطين أساسين للانضمام لسلة العملات المرجعية، وهما الاستخدام على نطاق واسع وكون العملة حرة الاستخدام أي لا تفرض عليها قيود تحدد سعر صرفها.

## وصلات خارجية
- الأوراق النقدية التاريخية والحالية من الصين (CNY / RMB) (بالإنجليزية) (بالفرنسية) (بالألمانية)

- شهادات صرف العملات الأجنبية (FEC) لجمهورية الصين الشعبية (بالإنجليزية) (بالفرنسية) (بالألمانية)